# Nedim Gürsel
Nedim Gürsel (* 5. dubna 1951, Gaziantep) je současný turecký spisovatel, pobývající řadu let z politických důvodů ve Francii.

## Život
Je synem, Orhana Gürsela, tureckého profesora francouzštiny a překladatele. Po studiu na gymnáziu v Turecku vystudoval francouzskou literaturu na Sorbonně. Ve své disertační práci se věnoval dílu Louise Aragona a Nazima Hikmeta.

## Publikační činnost

### České překlady
- Dobyvatel.[7][8] 1. vyd. Host, 2009 (2. vyd. 2011). 271 S. Překlad: Tomáš Láně
- Alláhovy dcery[9] (orig. 'Allah'ın Kızları'). 1. vyd. Host, 2010. 260 S. Překlad: Tomáš Láně (Za tento román byl Gürsel nařčen z hanobení státní víry a také soudně stíhán)[10]

## Ocenění
- 1976 – cena Národní turecké literární akademie za román Dlouhé léto v Istanbulu[11]